# 廖温齐
廖温齐（羅馬化：Lyovintsy），旧称基洛夫-200（Киров-200），是俄罗斯基洛夫州的市级镇，属奥里奇区，地处基洛夫州中西部，在区行政中心奥里奇东北、州府基洛夫西南方。北侧有同属一区的市级镇斯特里日。
原为封闭军事城镇基洛夫-200。该地2021年人口有2,158人，2010年人口2,145人。